# Ortwin De Wolf
Ortwin De Wolf (Lokeren, 23 april 1997) is een Belgische doelman die in 2016 doorbrak bij KSC Lokeren. Op 28 juni 2024 tekende hij een contract bij KV Mechelen.

## Clubcarrière

### Lokeren
De Wolf sloot zich in 2004 aan bij de Lokeren-jeugd. In het najaar van 2016 ondertekende hij een contract voor drie seizoenen bij de eerste ploeg van Lokeren en werd hij er derde doelman na Barry Boubacar Copa en Davino Verhulst. Datzelfde seizoen nog maakte De Wolf zijn debuut in het profvoetbal: op 17 mei 2017 mocht hij van toenmalig trainer Runar Kristinsson in doel staan in de Play-off II-wedstrijd tegen KV Kortrijk. De wedstrijd eindigde op 4-4.
Na het vertrek van Copa concurreerde De Wolf in het seizoen 2017/18 met Bo Geens voor de rol van doublure van Davino Verhulst. Toen Verhulst op het einde van dat seizoen geopereerd moest worden, was het De Wolf die zijn kans greep: hij speelde de laatste wedstrijd van de reguliere competitie tegen Zulte Waregem (0-2-verlies) en speelde zes van de tien Play-off II-wedstrijden. Ook in de laatste wedstrijd van het seizoen, een eindrondewedstrijd tegen Zulte Waregem met als inzet een ticket voor de Europa League, mocht hij in doel staan. Lokeren verloor deze wedstrijd na strafschoppen. De Wolf begon het seizoen 2018/19 als eerste doelman, maar toen Lokeren begin februari nog steeds in acuut degradatiegevaar verkeerde koos de nieuwe trainer Glen De Boeck ervoor om Verhulst weer in doel te zetten bij wijze van schokeffect. Volgens De Boeck had De Wolf zich door zijn entourage gek laten maken nadat onder andere Club Brugge interesse had getoond, waardoor de jonge doelman soms de focus verloor.

### KAS Eupen
In juli 2019 maakte De Wolf de overstap naar KAS Eupen, waar Hendrik Van Crombrugge meer dan waarschijnlijk een uitgaande transfer zou maken. Toen Van Crombrugge effectief naar RSC Anderlecht vertrok, nam De Wolf meteen zijn plek onder de lat in. In zijn debuutseizoen was zijn nummer 1-positie onbetwistbaar, maar na een korte onbeschikbaarheid belandde hij bij zijn terugkeer op de bank ten voordele van Théo Defourny. Als oplossing werd hij op de slotdag van de wintertransferperiode verhuurd aan Antwerp FC.

### Antwerp FC
Op 1 februari 2021 ondertekende De Wolf een huurovereenkomst tot het einde van het seizoen bij Antwerp FC, waar hij de concurrentie moest aangaan met Alireza Beiranvand om de blessure van Jean Butez op te vangen. Amper een dag later debuteerde hij in de bekerwedstrijd tegen RAAL La Louvière, een week later mocht hij in de volgende ronde ook in doel staan tegen Club Brugge. Vanwege de niet-fitheid van Beiranvand – de Iraniër viel geblesseerd uit in de wedstrijden tegen Rangers FC en Sint-Truidense VV – werd hij al gauw de tijdelijke nummer één van Antwerp. Na de reguliere competitie moest hij plaats ruimen voor de teruggekeerde Jean Butez. Aan het einde van het seizoen leek De Wolf aanvankelijk terug te keren naar Eupen, maar uiteindelijk maakte hij de definitieve overstap naar Antwerp, waar hij een contract voor drie seizoenen met één jaar optie ondertekende.

### SV Zulte Waregem
Begin januari 2024 tekende De Wolf een contract tot 30 juni 2027 bij de tweedeklasser SV Zulte Waregem.

### KV Mechelen
Eind juni 2024 was De Wolf de eerste zomeraanwinst van KV Mechelen. Hij ondertekende er een contract van drie seizoenen Achter De Kazerne. Hij moest er Gaëtan Coucke opvolgen die transfervrij vertrok.

## Clubstatistieken
| Seizoen     | Club             | Land            | Competitie         | Competitie | Competitie | Beker | Beker | Internationaal | Internationaal | Totaal | Totaal |
| Seizoen     | Club             | Land            | Competitie         | Wed.       | Dlp.       | Wed.  | Dlp.  | Wed.           | Dlp.           | Wed.   | Dlp.   |
| ----------- | ---------------- | --------------- | ------------------ | ---------- | ---------- | ----- | ----- | -------------- | -------------- | ------ | ------ |
| 2016/17     | KSC Lokeren      | Vlag van België | Jupiler Pro League | 1          | 0          | 0     | 0     | —              | —              | 1      | 0      |
| 2017/18     | KSC Lokeren      | Vlag van België | Jupiler Pro League | 8          | 0          | 1     | 0     | —              | —              | 9      | 0      |
| 2018/19     | KSC Lokeren      | Vlag van België | Jupiler Pro League | 19         | 0          | 2     | 0     | —              | —              | 21     | 0      |
| Club Totaal | Club Totaal      | Club Totaal     | Club Totaal        | 28         | 0          | 3     | 0     | 0              | 0              | 31     | 0      |
| 2019/20     | KAS Eupen        | Vlag van België | Jupiler Pro League | 28         | 0          | 1     | 0     | —              | —              | 29     | 0      |
| 2020/21     | KAS Eupen        | Vlag van België | Jupiler Pro League | 12         | 0          | 0     | 0     | —              | —              | 12     | 0      |
| Club Totaal | Club Totaal      | Club Totaal     | Club Totaal        | 40         | 0          | 1     | 0     | 0              | 0              | 41     | 0      |
| 2020/21     | → Antwerp FC     | Vlag van België | Jupiler Pro League | 7          | 0          | 2     | 0     | 2              | 0              | 11     | 0      |
| 2021/22     | Antwerp FC       | Vlag van België | Jupiler Pro League | 0          | 0          | 1     | 0     | 0              | 0              | 1      | 0      |
| 2022/23     | Antwerp FC       | Vlag van België | Jupiler Pro League | 0          | 0          | 0     | 0     | 0              | 0              | 0      | 0      |
| 2023/24     | Antwerp FC       | Vlag van België | Jupiler Pro League | 0          | 0          | 0     | 0     | 0              | 0              | 0      | 0      |
| Club Totaal | Club Totaal      | Club Totaal     | Club Totaal        | 7          | 0          | 3     | 0     | 2              | 0              | 12     | 0      |
| 2023/204    | SV Zulte Waregem | Vlag van België | Eerste klasse B    | 16         | 0          | 0     | 0     | —              | —              | 16     | 0      |
| Club Totaal | Club Totaal      | Club Totaal     | Club Totaal        | 16         | 0          | 0     | 0     | 0              | 0              | 16     | 0      |
| 2024/205    | KV Mechelen      | Vlag van België | Jupiler Pro League | 39         | 0          | 1     | 0     | —              | —              | 40     | 0      |
| 2025/206    | KV Mechelen      | Vlag van België | Jupiler Pro League | 3          | 0          | 0     | 0     | —              | —              | 3      | 0      |
| Club Totaal | Club Totaal      | Club Totaal     | Club Totaal        | 42         | 0          | 1     | 0     | 0              | 0              | 43     | 0      |
| TOTAAL      | TOTAAL           | TOTAAL          | TOTAAL             | 133        | 0          | 8     | 0     | 2              | 0              | 143    | 0      |

## Interlandcarrière

### Jeugdelftallen
De Wolf werd in 2018 voor het eerst opgeroepen bij de Belgische beloften, waar hij met Nordin Jackers moest concurreren voor de plaats van eerste doelman. Hij debuteerde op 11 oktober 2018 voor de nationale beloften tijdens een oefeninterland tegen Italië (0-1 winst). Een jaar later werd hij door bondscoach Johan Walem geselecteerd voor het EK onder 21 in Italië en San Marino. Na de verloren openingswedstrijd tegen Polen met Jackers in doel mocht De Wolf in doel staan tegen Spanje en Italië, maar ook deze twee wedstrijden eindigden op een nederlaag voor België.

### Rode Duivels
In maart 2018 mocht hij occasioneel aansluiten bij de Rode Duivels vanwege het feit dat bondscoach Roberto Martínez liever vier doelmannen in zijn selectie had in plaats van de gebruikelijke drie. Dit geldt weliswaar niet als officiële selectie.
Op 8 oktober 2024 werd De Wolf door bondscoach Domenico Tedesco voor het eerst geselecteerd voor de Rode Duivels voor de UEFA Nations League-wedstrijden tegen Italië en Frankrijk. Hij moest Matz Sels vervangen die de selectie moest verlaten door een blessure aan de adductoren. Hij was naast Cyril Ngonge, Malick Fofana, Matte Smets, Maarten Vandevoordt een van de vijf nieuwe gezichten.

## Privé
De Wolf heeft een relatie met volleybalster Jodie Guilliams.